# Johan II van Saksen
Johan II van Saksen-Lauenburg (circa 1275 - 22 april 1322) was van 1282 tot 1296 mede-hertog van Saksen, daarna van 1296 tot 1303 hertog van Saksen-Lauenburg en van 1303 tot 1322 hertog van Saksen-Bergedorf-Mölln. Hij behoorde tot het huis Ascaniërs.

## Levensloop
Johan II was de oudste zoon van hertog Johan I van Saksen en Ingeborg Birgersdotter van Bjelbo, dochter van regent Birger Jarl van Zweden. Hij had een zwakke gezondheid en werd in zijn jongere jaren blind, waardoor Johan II minderwaardiger werd aanzien dan zijn broers. 
Zijn vader regeerde gezamenlijk met zijn oom Albrecht II over het hertogdom Saksen. In 1282 deed Johan I troonsafstand ten voordele van zijn drie minderjarige zoons: Johan II, Erik I en Albrecht III. Omdat ze nog niet zelfstandig konden regeren, bleef hun oom Albrecht II voorlopig de enige heerser van het hertogdom Saksen. Nadat de broers volwassen werd verklaard, bestuurden ze samen met hun oom het hertogdom Saksen.
In 1296 verdeelden Erik I, Johan II en Albrecht III samen met Albrecht II het hertogdom Saksen onderling. Erik I, Johan II en Albrecht III kregen gezamenlijk het hertogdom Saksen-Lauenburg, terwijl Albrecht II het hertogdom Saksen-Wittenberg kreeg. Johan II en zijn broers regeerden voorlopig het hertogdom Saksen-Lauenburg gezamenlijk, maar beslisten in 1303 om hun gezamenlijk regeringsgebied onderling te verdelen. Johan II kreeg het hertogdom Saksen-Mölln, Erik I kreeg het hertogdom Saksen-Bergedorf-Lauenburg en Albrecht III het hertogdom Saksen-Ratzeburg. 
Nadat zijn jongere broer Albrecht III in 1308 overleed, erfde de andere broer van Johan II, Erik I, een deel van diens hertogdom. Nadat de weduwe van Albrecht III, Margaretha van Brandenburg, in 1315 ook kwam te overlijden, erfde Erik I de rest van het hertogdom Saksen-Ratzeburg. Johan II zelf wou echter ook een deel van het vroegere gebied van Albrecht III, dus besloten hij en Erik I in 1321 hun gebieden te herverdelen. Hierbij stond Erik Bergedorf af aan Johan II. Het gebied van Johan II stond sindsdien bekend als het hertogdom Saksen-Bergedorf-Mölln en het gebied van Erik als het hertogdom Saksen-Ratzeburg-Lauenburg.
Johan II kreeg als oudste zoon van zijn vader ook het voorrecht om namens Saksen de Rooms-Duitse koning te verkiezen, een privilege dat door het hertogdom Saksen-Lauenburg en het hertogdom Saksen-Wittenberg betwist werd. Bij de verkiezing in 1314 stemde hij voor hertog Lodewijk IV van Beieren, die vijf van de zeven stemmen had gekregen. Deze verkiezing werd echter betwist door hertog Frederik de Schone van Oostenrijk, die vier van de zeven stemmen had gekregen. Uiteindelijk werd Lodewijk IV als Rooms-Duits koning aangeduid. 

## Huwelijk en nakomelingen
Rond het jaar 1315 huwde Johan I met Elisabeth van Holstein-Rendsburg (1300 - voor 1340), dochter van graaf Hendrik I van Holstein-Rendsburg. Ze kregen een zoon:
- Albrecht IV (1315-1343), hertog van Saksen-Bergedorf-Mölln